# Julius Brzoska

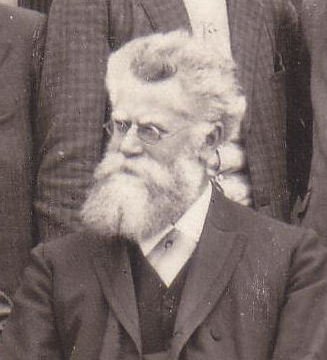
Julius Brzoska (1912) als Direktor in Schlettstadt

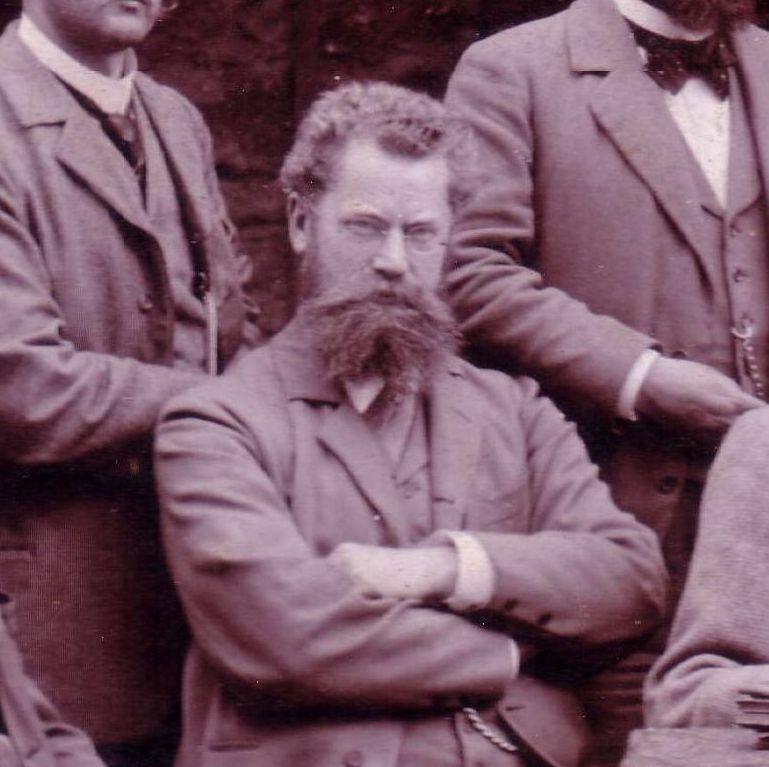
Julius Brzoska (1897) als Lehrer in Saarburg

Julius Brzoska (* 27. Februar 1859 in Ujest; † 17. April 1930 in Ehingen an der Donau) war ein deutscher Klassischer Philologe und Gymnasialdirektor.

## Leben
Julius Brzoska, der einer katholischen Familie in Schlesien entstammte, verlor schon früh beide Eltern. Er besuchte das Gymnasium in Groß Strehlitz (1869–1873) und das St. Matthias-Gymnasium in Breslau (1873–1876). Nach der Reifeprüfung studierte er an der Universität Breslau Klassische Philologie, Archäologie und Philosophie. Neben den Professoren Martin Hertz und Otto Rossbach beeinflusste ihn besonders August Reifferscheid, der ihn zu seiner Doktorarbeit anregte (1883). Er wurde als Student Mitglied des Philologischen Vereins Breslau im Naumburger Kartellverband und später Alter Herr.
Nach dem Lehramtsexamen 1883 ging Brzoska in den Schuldienst. Er verließ seine schlesische Heimat und wurde im Elsass heimisch. Das Probejahr absolvierte er am Lyzeum in Straßburg, wo er 1884 zum wissenschaftlichen Hilfslehrer und 1885 zum ordentlichen Lehrer ernannt wurde. Später ging er als Oberlehrer an das Gymnasium in Saarburg. Ab 1902 leitete er das Gymnasium in Schlettstadt im Elsass. Am 5. September 1918 wurde er zum Geheimen Studienrat ernannt. Zwei Tage später erlitt er einen Schlaganfall, von dem er sich nur langsam erholte.
Nach dem Ende des Ersten Weltkriegs wurde Elsaß-Lothringen von Frankreich annektiert und die Deutschen ausgewiesen. Brzoska wurde als Gymnasialdirektor entlassen. Wegen seines Gesundheitszustandes musste er nicht (wie die meisten Deutschen) bereits im Dezember ausreisen, sondern erst im Februar 1919. Zusammen mit seiner Frau zog er über Kehl und Offenburg nach Erlenbad bei Sasbach, wo seine vorläufige Wohnung war. Seine Kinder blieben währenddessen in Schlettstadt, um den Haushalt aufzulösen. Schließlich zog die ganze Familie nach Ehingen an der Donau. Brzoska starb am 17. April 1930 im Alter von 71 Jahren.
Obwohl Brzoska in Ehingen nicht mehr unterrichtete, wurde er dort sehr bekannt. Zwei seiner Söhne wurden in Ehingen als Architekten sesshaft. Seit den 1930er Jahren ist Julius Brzoskas Gesicht auf einem Relief über dem Rathausportal zu sehen: Der Bildhauer Eduard Hermanutz wählte das in Ehingen wohlbekannte „homerische Haupt“ des pensionierten Gymnasialdirektors als Vertreter des Bildungswesens neben Vertretern anderer Gewerbezweige und Stände.

## Wissenschaftliches Werk
Brzoska beschäftigte sich seit seinem Studium mit der griechischen und römischen Literatur. Seine umfangreichste Arbeit war seine Dissertation über die attischen Redner (1883), die mit 104 Seiten für damalige Verhältnisse außerordentlich lang war. Brzoska untersuchte eingehend den Vorgang der Kanonisierung der zehn attischen Redner. In Anlehnung an Reifferscheid stellte er gegen Moritz Hermann Eduard Meier die Ansicht auf, der Kanon sei nicht erst im 1. Jahrhundert n. Chr. von Kaikilios angelegt worden, sondern bereits im 2. Jahrhundert v. Chr. von der pergamenischen Gelehrtenschule. Später wurde dieses Ergebnis von Paul Hartmann in seiner Dissertation 1891 angefochten. Seitdem ist die Forschung weitgehend auf Meiers Ansicht zurückgegangen.
Neben seiner langjährigen Tätigkeit im Schuldienst war Brzoska weiterhin wissenschaftlich tätig. Als Spezialist für die griechische Rhetorik verfasste er 78 Artikel für die ersten Bände der Realenzyklopädie der klassischen Altertumswissenschaft (RE) über griechische und römische Rhetoren des Hellenismus und der Kaiserzeit. Mit dem Herausgeber Georg Wissowa war er bereits seit seiner Schulzeit in Breslau bekannt; beide hatten ihre Doktorarbeit bei Reifferscheid geschrieben.

## Schriften (Auswahl)
- De canone decem oratorum Atticorum quaestiones. Dissertation Breslau 1883 (S. 102 Lebenslauf, Digitalisat).